# Ascálafo (hijo de Ares)
En la mitología griega, Ascálafo (en griego antiguo: Ἀσκάλαφος, Askalaphos) era un hijo del dios Ares y de Astíoque (o de Lico y Pernis, según las Fábulas de Higino). 
Con su gemelo Yálmeno, Ascálafo participó en la expedición de los argonautas. 
Ascálafo fue uno de los pretendientes de Helena y, como el resto, juró acudir en ayuda del marido que eligiera ella si él lo necesitaba. Por eso, cuando Helena fue raptada por Paris, Ascálafo comandó con treinta naves el ejército de Orcómeno en la guerra contra Troya.

La muerte de Ascálafo a manos de Deífobo provocó la indignación de Ares, que intentó airado participar más activamente en la guerra.
Según otra tradición, Ascálafo sobrevivió a la guerra de Troya y viajó hasta Samarea, donde fue enterrado por su padre.